# 포브라더스
포브라더스는 2012년에 데뷔한 밴드다. 2013년에 첫 솔로 앨범을 발매했다.

## 방송
- TOP밴드 3 - Top18

## 음반
- We Love Tapsonic Part.5 (with 자이언티) (2012)
- 무드 오브 카바레 2013 (2013)
- 세기말 반동자 (2013)
- 라이브 클럽 빵 컴필레이션 4 (2015)